# Gabriel De Michele
Gabriel De Michele (Saint-Étienne, 1941. március 6. –) francia válogatott labdarúgó.

## Pályafutása

### A válogatottban
1966 és 1967 között 2 alkalommal szerepelt a francia válogatottban. Részt vett az 1966-os világbajnokságon.

## Sikerei, díjai
Nantes
- Francia bajnok (3): 1964–65, 1965–66, 1972–73
- Francia ligakupa (1): 1964–65
- Francia szuperkupa (1): 1965